# Sundom IF
Sundom IF är en idrottsförening i byn Sundom i Vasa, grundad 1930. Det har funnits ett antal olika sektioner inom föreningen. I dag är det fotboll, skidåkning, rinkbandy och volleyboll som gäller.
Föreningen växer vartefter och har idag många aktiva juniorer som klarat sig bra i stora idrottssammanhang.
De två största grenarna är fotboll och skidåkning som har haft idrottare på mycket hög nivå.